# Nicola Fornelli
Nicola Fornelli (Bitonto, 1843 – Bari, 1915) è stato un pedagogista italiano.

## Carriera
Insegnò nell'Università di Bologna come professore straordinario nel 1886 e successivamente a Napoli nel 1894
Fortemente influenzato dal pensiero di Johann Friedrich Herbart, venne collocato nella monumentale opera di Giovanni Gentile Le origini della filosofia contemporanea in Italia tra i "pedagogisti del positivismo".
Molte delle sue innumerevoli pubblicazioni hanno implicazioni politiche, in particolare a sostegno della creazione di una scuola pubblica e laica.
A suo nome è stato intitolato il carcere minorile di Bari, una scuola elementare di Bitonto e un'altra di Corato.

## Opere
- Saggio critico-storico sulle vere cause delle crociate, Napoli, V. Morano, 1874
- Storia del Medioevo specialmente d'Italia, Torino, Stamperia reale di G. B. Paravia e comp., 1878
- L'insegnamento pubblico ai tempi nostri, Roma, Forzani, 1881
- Educazione moderna, Torino, Camilla e Bertolero, 1884
- Gli studi di psicopatia in Francia, Napoli, Stab. tip. Morano & Veraldi, 1894
- L'opera di Augusto Comte in occasione del primo centenario della sua nascita, Milano, Palermo, R. Sandron, 1898
- Dove si va? Appunti di psicologia politica, Napoli, L. Pierro, 1903
- Quistioni pedagogiche e scolastiche, Torino, G. B. Paravia e Comp., 1907
- Scritti herbartiani, Roma, Dante Alighieri, 1913